# 黒田古墳
黒田古墳（くろだこふん、園部黒田古墳/黒田墳丘墓）は、京都府南丹市園部町黒田・船阪にある古墳。形状は前方後円墳。京都府指定史跡に指定され、出土品は京都府指定有形文化財に指定されている。

## 概要
| 古墳名   | 形状       | 規模 | 築造時期    | 史跡           |
| -------- | ---------- | ---- | ----------- | -------------- |
| 黒田古墳 | 前方後円墳 | 52m  | 3c前半-中葉 | 京都府指定史跡 |
| 中畷古墳 | 前方後方墳 | 75m  | 4c前半      | なし           |
| 垣内古墳 | 前方後円墳 | 82m  | 4c後半      | （消滅）       |

園部盆地西部、市街地から北西2キロメートルの丘陵上に位置する古墳である。1990年（平成2年）に発掘調査が実施されている。
墳形は前方後円形で、前方部を南西方向に向ける。葺石・埴輪は認められていない。埋葬施設は2基からなり、第1主体部からは多数の副葬品が発見されている。出土品の中で特に銅鏡は中国製の双頭龍文鏡で、製作年代が2世紀（後漢中期）に位置づけられ、初期作例の鏡の出土は少ないために鏡研究上において貴重な資料とされる。
築造時期は、古墳時代出現期（または弥生時代終末期の築造）と推定される。口丹波では中畷古墳（南丹市園部町上木崎町）や垣内古墳（南丹市園部町内林町）が知られるが、本古墳はそれらに先行する口丹波最古の首長墓に位置づけられる。
古墳域は1998年（平成10年）に京都府指定史跡に指定され、出土品も同年に京都府指定有形文化財に指定されている。

## 遺跡歴
- 1990年（平成2年）、工業団地造成に伴う発掘調査（園部町教育委員会、1991年に概報刊行）。
- 1998年（平成10年）3月13日、京都府指定史跡に指定、出土品が京都府指定有形文化財に指定[1]。

## 墳丘
墳丘の規模は次の通り。
- 墳丘長：52メートル
- 後円部 - 楕円形。
  - 南北長径：32メートル
  - 東西長径：22メートル
- 前方部
  - 幅：14メートル
  - 高さ：1メートル

墳形は、後円部が楕円形で、前方部がバチ状に開くという古墳時代出現期に特徴的な形状である。墳丘の下半分は地山の削り出しで、上半分は盛り土で構築されている。

## 埋葬施設

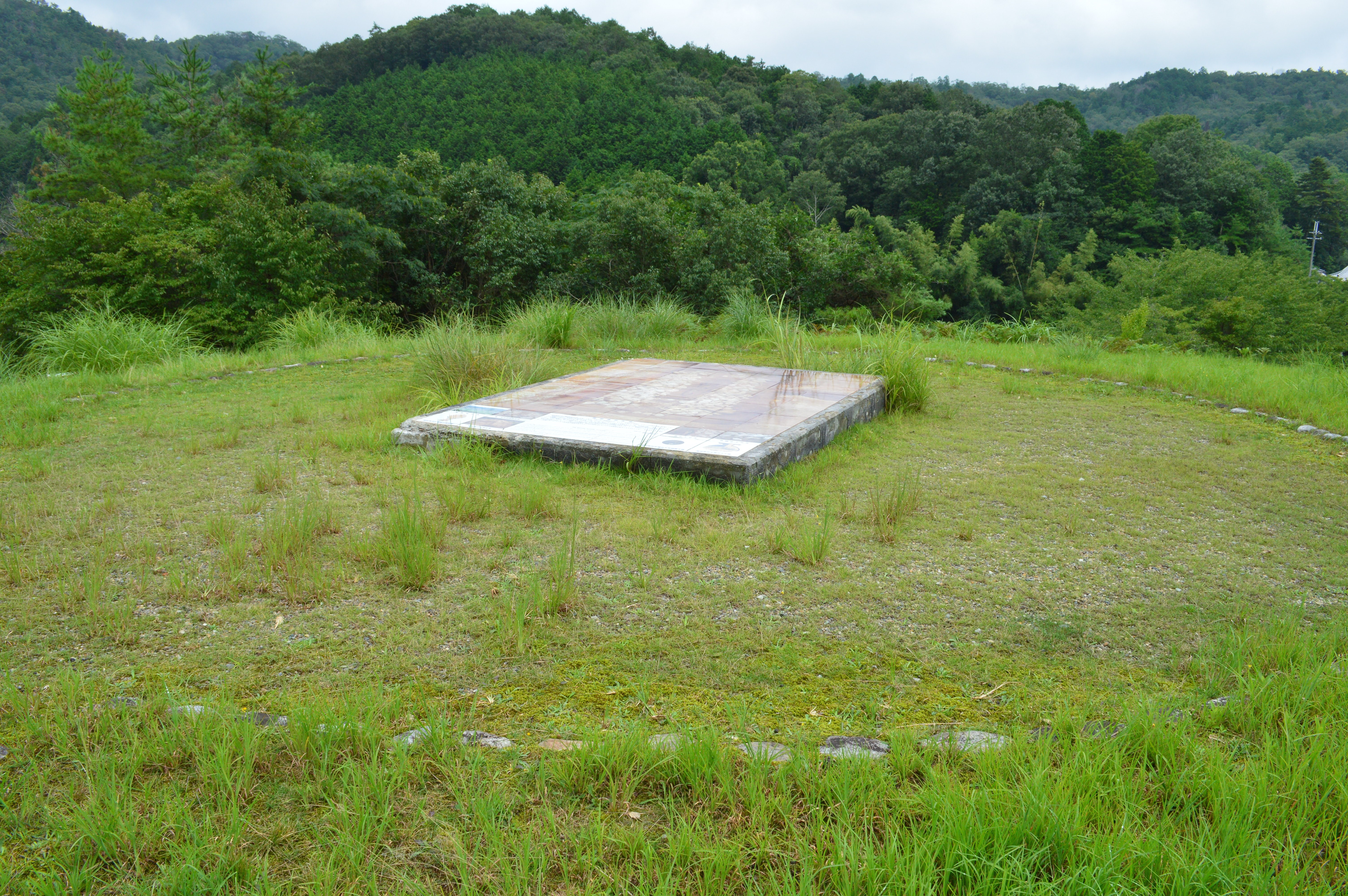
後円部墳頂

埋葬施設は2基。第1主体部は後円部中央に配置され、2段墓壙である。墓壙は長辺約10メートル・短辺約6.5メートル・深さ約2.5メートルを測る。底面には礫石を敷き、側面には人頭大の石を積む。底面の中央部には粘土を貼り、その上に推定長約4メートル（残存長3メートル）の木棺が据えられる。内部からは、銅鏡1面・管玉6点・鉄鏃24本・長楕円形鉄製品1点が検出されている。
第2主体部は、第1主体部の北においてその一部を削って配置されており、第1主体部同様の2段墓壙である。墓壙は長辺約4.8メートル・短辺約2.6メートル・深さ約0.7メートルを測る。出土遺物としては漆皮膜の痕跡が検出されたのみである。

## 文化財

### 京都府指定文化財
- 有形文化財
  - 黒田古墳出土品 一括（考古資料） - 明細は以下[4]。南丹市立文化博物館保管。1998年（平成10年）3月13日指定[1]。
    - 双頭龍文鏡 1面
    - 管玉 6点
    - 鉄鏃 24本
    - 長楕円形鉄製品 1点
    - 木棺残欠 1点
    - 土師器 1点
    - 土師器残欠 一括
- 史跡
  - 黒田古墳 - 1998年（平成10年）3月13日指定[1]。

## 関連施設
- 南丹市立文化博物館（南丹市園部町小桜町） - 黒田古墳の出土品等を保管・展示。

## 関連文献
（記事執筆に使用していない関連文献）
- 『船阪・黒田工業団地予定地内遺跡群発掘調査概報（園部町文化財調査報告書 第8集）』園部町教育委員会、1991年。